# 興化府

福建省の興化府の位置（1820年）

興化府（こうかふ）は、中国にかつて存在した府。明代から民国初年にかけて、現在の福建省莆田市一帯に設置された。

## 概要
979年（太平興国4年）、北宋により泉州仙游県游洋鎮・莆田県百丈鎮に興化軍が置かれた。興化軍は福建路に属し、莆田・仙游・興化の3県を管轄した。
1277年（至元14年）、元により興化軍は興化路に昇格した。興化路は江浙等処行中書省に属し、録事司と莆田・仙游・興化の3県を管轄した。
1369年（洪武2年）、明により興化路は興化府と改められた。興化府は福建省に属し、莆田・仙游の2県を管轄した。
清のとき、興化府は福建省に属し、莆田・仙游の2県を管轄した。
1913年、中華民国により興化府は廃止された。